# Pratello
Il Pratello (Al Pradèl in dialetto bolognese) è un rione del centro storico di Bologna, situato nel quartiere Porto-Saragozza, che prende il nome e si dirama intorno a via del Pratello, un'antica strada porticata di circa 600 metri.
Vivace rione popolare, è molto conosciuto per la sua intensa vita notturna. In questa zona, oltre a numerosi bar e osterie, sono anche presenti alcuni negozi di artigianato, abbigliamento vintage, alimentari, diverse attività di design, arredo, editoria, grafica, un barbiere, una web tv, una web radio, un centro sociale, l'Europa Cinema e alcune compagnie teatrali.
Il quotidiano inglese Sunday Times, nel definire Bologna la città italiana degli hipster, ha citato la "bohemienne via del Pratello" come uno dei luoghi più frequentati da essi.

## Geografia
Con il toponimo di Pratello viene definita l'area compresa tra piazza Malpighi, via Sant'Isaia, via Calari e via San Felice; essa fa capo a via del Pratello ed alle strade e piazze limitrofe: piazza San Francesco, via De' Marchi, via del Borghetto, via de' Coltellini, via Paradiso, via Pietralata, via della Grada, via San Rocco, via San Valentino, via Santa Croce.
Storicamente Pratello indicava invece il solo tratto della strada dal carcere minorile alla chiesa di San Rocco, comprensivo delle traverse via Pietralata e via Santa Croce.

## Storia
(Emidio Clementi, La notte del Pratello, 2001)
Se in epoca romana via del Pratello era una strada di una certa qualità, come testimoniano alcuni ritrovamenti archeologici, nell'Alto Medioevo, quando per le frequenti scorrerie Bologna decise di dotarsi di un sistema murario, la strada rimase fuori dalle mura. Iniziò il degrado della zona, che entrò nell'ampia area chiamata "civitas antiqua rupta" e diventò ben presto campagna aperta.
Fu in questo periodo che la zona iniziò a essere chiamata come oggi. Infatti il nome "Pratello" deriva da "Peradello" (il nome risulta già nel XII secolo), cioè "luogo alberato con peri", in sintonia con altre vie molto vicine (via Nosadella, caratterizzata da noci; via Frassinago, caratterizzata da frassini). Sempre in zona, un vecchio insediamento romano di cui si era perduto il significato è forse all'origine di un altro nome toponomastico. L'insediamento distrutto era infatti diventato per il popolo una "pietra larga", e così la via che portava alla "pietra larga" ("lata" in latino) divenne via Pietralata, il cui nome risulta già in un documento del 1082. È in questo periodo che il Pratello comincia a essere nuovamente popolato. La "contrata burgi Peradelli" divenne così un luogo popolato da buone famiglie, studenti, ma anche da una discreta corte dei miracoli dedita a truffe.
Per una decina di anni, dal 1191 al 1208 circa, lungo la strada passò il corso del canale del fiume Reno, che fu poi deviato su via della Grada. Ma in quegli anni sorsero sulla via ben quattro mulini ad acqua, poi probabilmente riciclati come abitazioni.
Nel 1445 la porta del Pratello (Porta Peradelli), aperta sulla nuova cinta muraria e fornita di torre e doppio ponte levatoio (sull'esterno e sull'interno), venne murata per paura che venisse presa dall'esercito dei Visconti. Ma, al contrario di altre porte, non fu mai più riaperta, forse anche per la minore importanza della strada come accesso alla città, rispetto alle due porte più vicine (porta Sant'Isaia e porta San Felice). Nel vano della porta verso la città fu collocata un'immagine della Madonna, che ben presto fece sorgere una cappella e, attorno alla metà del XVI secolo, un vero e proprio edificio: la chiesa di San Rocco, dal cui lato esterno è ancora possibile vedere il varco d'accesso di quella che era la porta.
La dicitura definitiva di "via del Pratello" è stata registrata nel 1860.
Fra la fine dell'Ottocento e l'inizio del Novecento, la via era frequentata dalle lavandaie, che venivano a lavare i panni nel Canale del fiume Reno (ora, quasi interamente coperto). A tal proposito, è presente un "monumento alla lavandaia" in via della Grada.
In seguito, in via del Pratello vennero spostate le prostitute che lavoravano nella vicina via Porta Nova.
Agli inizi del Novecento la strada era conosciuta come area degradata, abitata da un sottoproletariato basato su lavori saltuari e lavoretti illegali.
Nel dopoguerra si evidenziava nel Pratello la sua tipica vocazione artigianale che ha mantenuto sino alla prima metà degli anni novanta; infatti negli anni settanta in via del Pratello ancora esistevano “il venditore di ghiaccio” (al giazaròl) (civico 72), il venditore di carbone/legna da stufa (via Pietralata civico 65) e un "tosacani" in via Pietralata civico 77 o 79. Davanti al civico 66 di via del Pratello, all'interno del portico, costruito tra due colonne, aveva sede il giornalaio, in una struttura metallica (baracchina) piuttosto piccola che costringeva l'anziano gestore ad esercitare la propria attività incastrato tra riviste e lamiere con uno spazio a disposizione sicuramente inferiore al metro quadro. Al civico 73 di via Pietralata c'era un artigiano che acquistava i cartoni recuperati dall'immondizia (rusco) dai pensionati del luogo, li comprimeva con un enorme macchinario e li rivendeva per il riutilizzo. Tra il civico 77 e 79 di via del Pratello, tramite una vetrina si accedeva ad una piccola bottega di “ferrovecchio” nel retro della quale si apriva un gigantesco cortile pieno di rottami, scheletri di macchine e addirittura un camion; da questo cortile una strada sterrata conduceva in via San Rocco all'altezza del civico 28. Sempre in via San Rocco al civico 26 era presente un magazzino della comunità Emmaus utilizzato per compravendita roba usata (l'antenato degli odierni mercatini); mobili usati si vendevano anche in via del Pratello (all'altezza del civico 53).

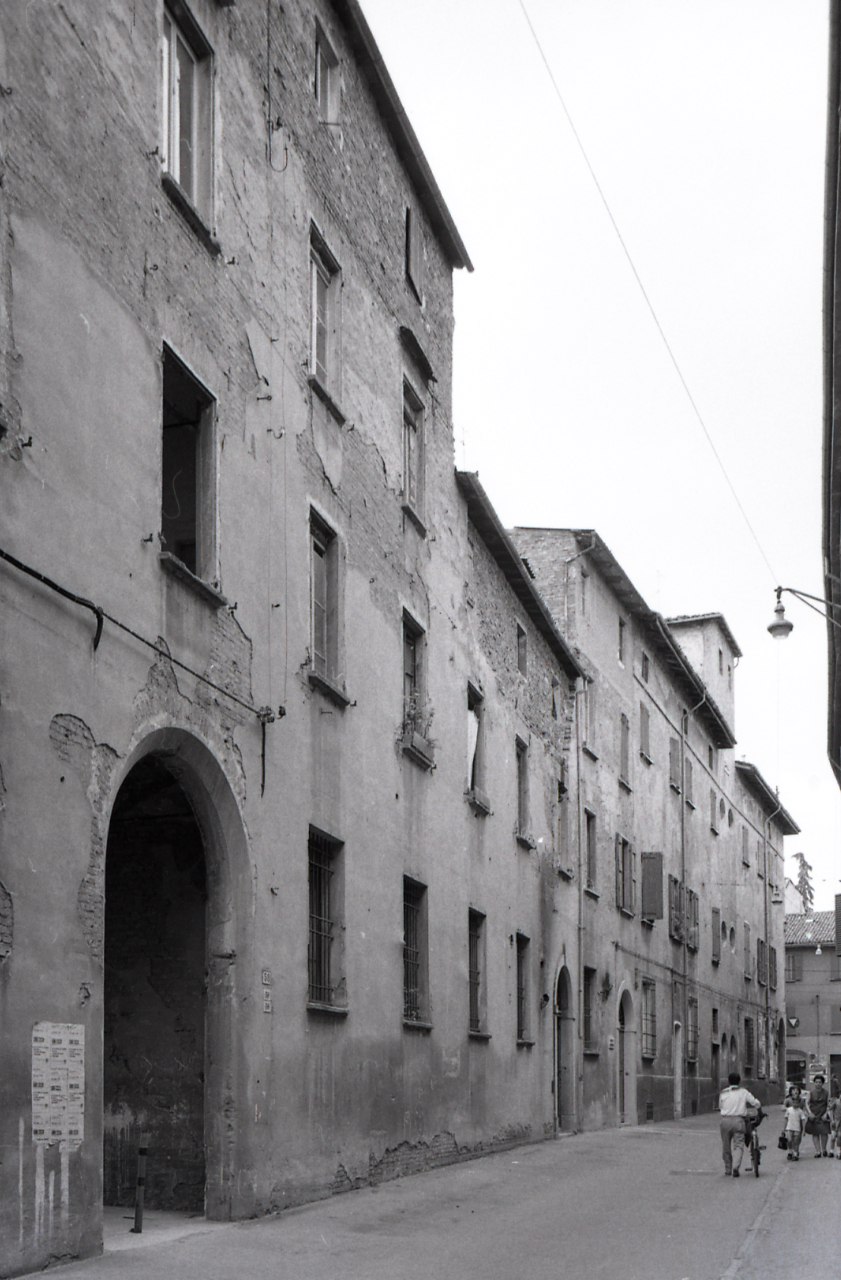
Via Pietralata fotografata da Paolo Monti, 1970.

A partire dagli anni sessanta, la zona del Pratello è stata sede di movimenti politici e culla di iniziative culturali. Negli anni settanta è nata la prima struttura che aveva una formula simile all'attuale Cineteca, il cineclub L'angelo azzurro. Lo stesso gruppo fondatore de L'angelo azzurro ha dato poi vita nel 1984 alla Cineteca del Comune (oggi Cineteca di Bologna) e al Cinema Lumière nei locali di via Pietralata 55.

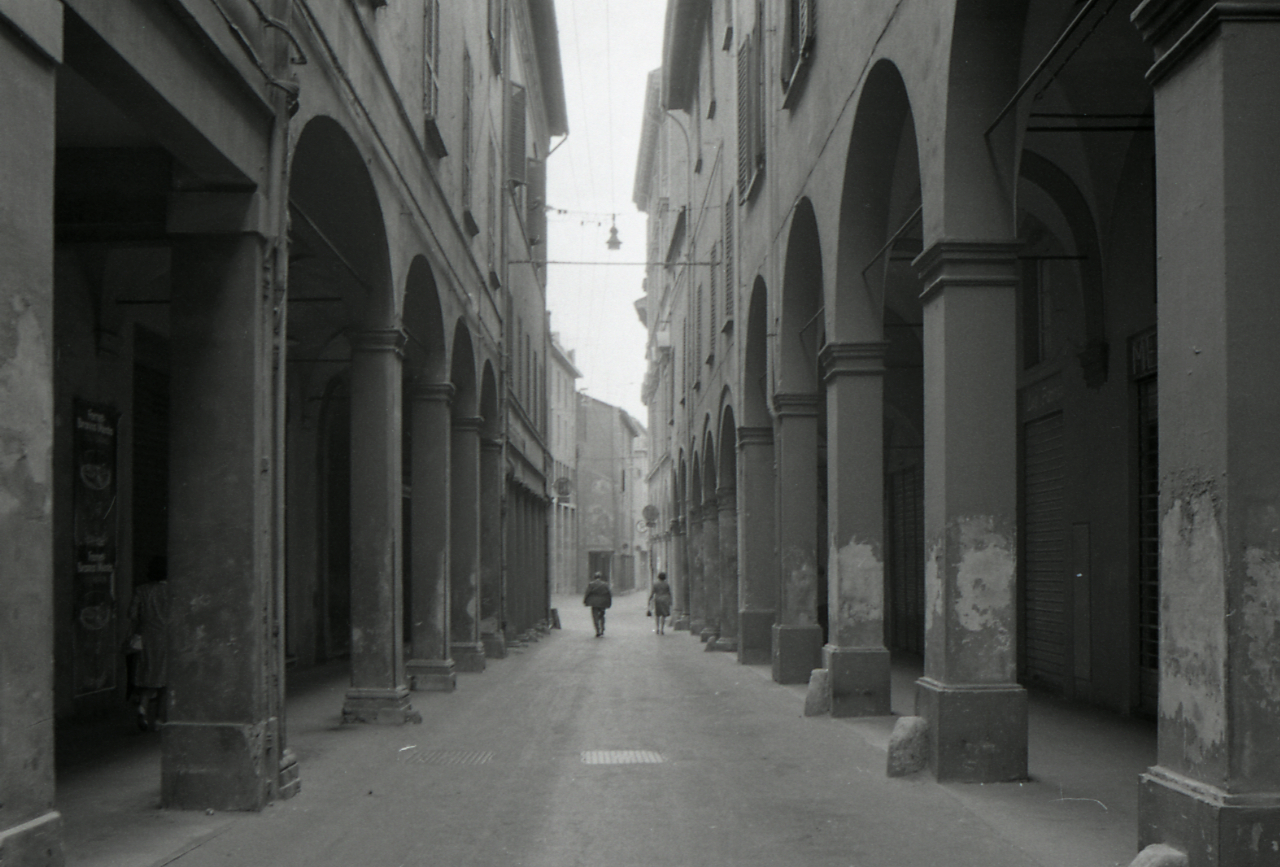
Via del Pratello fotografata da Paolo Monti, 1970.

Nel 1976 in un appartamento di via del Pratello sono partiti i primi segnali di Radio Alice, considerata una delle prime radio libere italiane. L'emittente è portavoce di un gruppo studentesco che diffonde i valori della "comunicazione liberata", dando il microfono a chiunque desiderasse esprimere le proprie opinioni. Il 12 marzo 1977 la radio viene chiusa in seguito a un intervento coatto dei Carabinieri, avvenuto durante una diretta radiofonica e interamente diffuso dalle frequenze della radio fino allo spegnimento delle strumentazioni. La chiusura era stata determinata da un'accusa che si rivelò poi infondata, secondo cui sarebbero state trasmesse le registrazioni degli scontri fra i movimenti studenteschi e le forze di Polizia, che portarono all'uccisione di Francesco Lorusso.
Negli anni ottanta nasce il Circolo di Cultura Cesare Pavese, oggi non più attivo, che ha portato al successo nel corso degli anni numerosi comici bolognesi, soprattutto con il suo show Gran Pavese Varietà. Gli spazi sono rimasti vuoti e non vi è stata la disponibilità da parte dell'amministrazione di assegnarli.
Nel 1991 due edifici inagibili siti ai civici 76 e 78 di via del Pratello vennero occupati per essere adibiti ad abitazioni e spazi sociali. Le case si trovavano all'incrocio con via Pietralata, definito il Crusel (o crociale), ed erano frequentate da gruppi politici, culturali e artistici molto eterogenei, che contribuirono a creare un microcosmo a sé stante e da cui presero vita importanti realtà musicali e iniziative culturali, come Prate TV, una delle prime televisioni di strada italiane. Gli stabili vennero sgomberati nell'agosto del 1996.
In questa zona sono stati aperti, nel corso degli anni, numerosi locali: osterie, ristoranti, bar e laboratori artigianali, in aggiunta a quelli storici.

## Architetture e monumenti

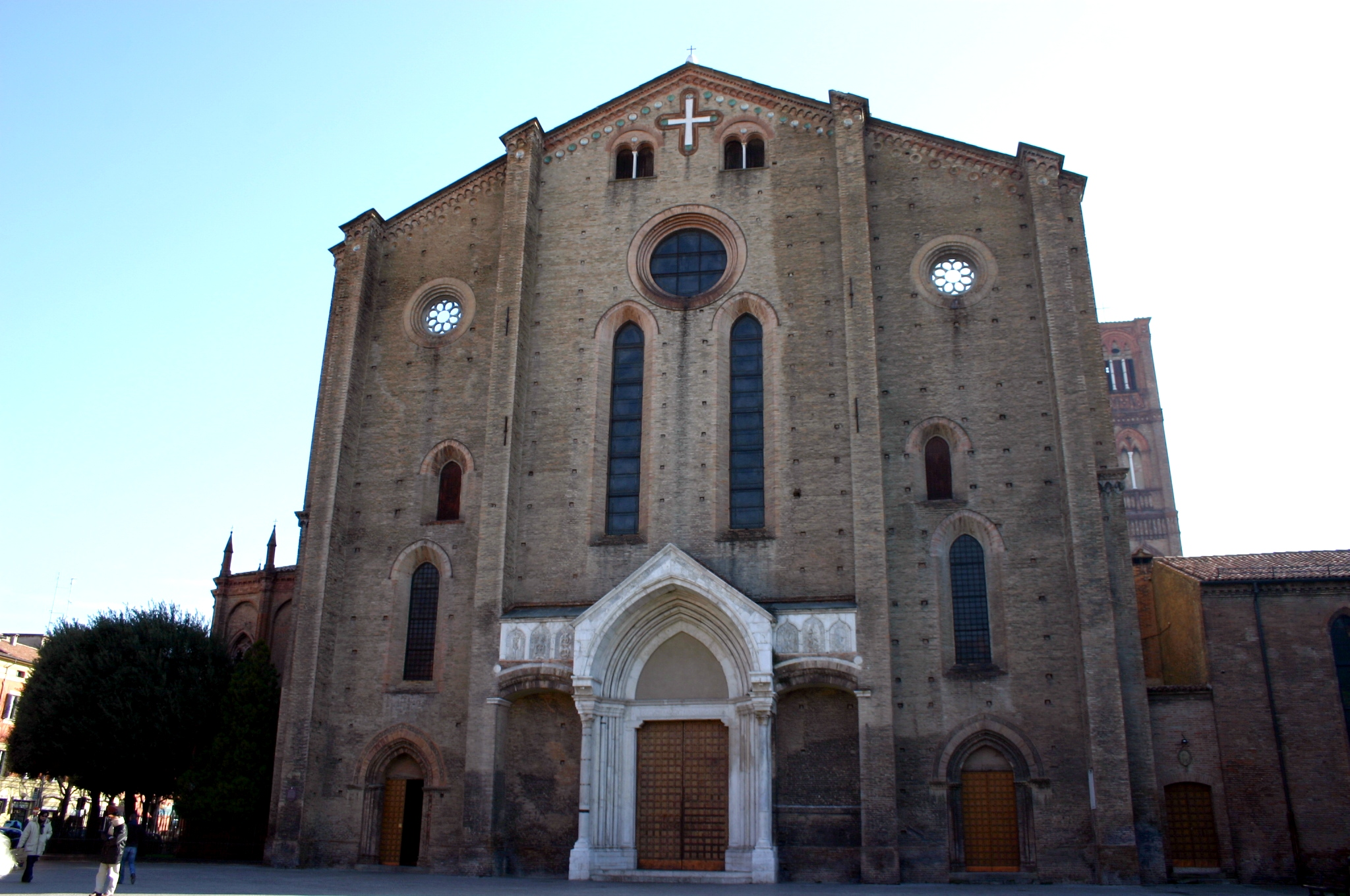
Basilica di San Francesco a Bologna

Via del Pratello è nella quasi totalità coperta dai tipici portici bolognesi.
Su piazza San Francesco si erge la Basilica di San Francesco con il suo convento di Frati minori, costruita nel 1251, esempio di gotico italiano. Nel retro, che dà su piazza Malpighi, è visibile un cimitero interno con i resti dei monumenti funerari dei glossatori Accursio e del figlio Francesco d'Accursio, del giurista Odofredo e di Rolandino de' Romanzi.
In piazzetta San Rocco ha sede l'ex Chiesa di San Rocco, sopra la quale è presente l'Oratorio San Rocco, di cui si hanno testimonianze a partire da fine Cinquecento, che era un tempo sede della Compagnia laica di Santa Maria della Pietà e San Rocco. All'interno troviamo affreschi di Ludovico Carracci, Domenico Santi, Girolamo Curti, Pietro Scandellari, Francesco Gessi e degli Artisti della Scuola degli Incamminati di Ludovico Carracci.
In via Calari si trova la Chiesa di Santa Maria e San Valentino della Grada, che sorge dove all'inizio del Seicento la Congregazione di Sant'Antonio da Padova costruì un oratorio. All'interno sono conservate le reliquie di San Valentino. Nel retro della chiesa è ancora visibile una parte scoperchiata del Canale del Reno con relativa grada.
All'incrocio fra via della Grada, via San Felice e via Riva di Reno è collocato il "monumento alla lavandaia" (detto anche "La lavandaia nuda"), opera di Saura Sermenghi, è stato posato il 23 gennaio 2001 per volere dell'Associazione Donne d'Arte.
Dall'esterno delle mura è possibile notare i resti della porta del Pratello.

## Luoghi e istituzioni
L'ex quartiere Saragozza aveva gli uffici comunali decentrati in via Pietralata 58/60. Nello stesso edificio si trovano il Puntolettura Bollini-Speroni e il Servizio educativo scolastico territoriale del quartiere Porto-Saragozza
In angolo con via Borghetto c'è la casa dove nel Settecento abitò il pittore Giuseppe Maria Crespi detto "Lo spagnolo".
In via Pietralata 57 c'è la casa di Giovanni Battista Martini, compositore e teorico della musica, maestro di Wolfgang Amadeus Mozart. È intitolato a suo nome il Conservatorio di Bologna.
Ai numeri 34 e 36 di via del Pratello hanno sede l'Istituto Penitenziario Minorile e il Tribunale per Minorenni.
Al numero 53 esiste il Centro Sociale Anziani Autogestito "La Pace" e la Sala Benjamin (ex Arci Pavese).
In via De' Marchi, dal 1946, si trova l'Alliance Française, primo Centro di Lingua e Cultura Francese in Italia.
Al 97 vi è la sede della Associazione Culturale "Youkali", diretta dalla attrice-cantante Simona Sagone.

## Manifestazioni
Dal 2007, ogni 25 aprile si rinnova la manifestazione Il Pratello R'esiste, realizzata in occasione dei festeggiamenti dell'Anniversario della Liberazione. Il Pratello R'esiste prevede un fitto calendario di attività che iniziano il 21 aprile, data della liberazione di Bologna, e si sviluppano il 25 aprile e, dal 2013, anche il 1º maggio. In queste date si realizzano centinaia di iniziative organizzate da diverse realtà non solo bolognesi, che hanno come unico comune denominatore una militanza antifascista radicale. Il Pratello R'esiste richiama ogni anno migliaia di persone sia giovani che famiglie. La peculiarità del Pratello R'Esiste è che l'organizzazione è completamente aperta e ognuno può partecipare accettando la discriminante antifascista. Ogni anno viene realizzata una maglietta special edition, che ormai è diventata un vero e proprio feticcio, oltre che simbolo di adesione ai valori dell'antifascismo militante.

## Filmografia
- Paris, Dabar - 2003, regia di Paolo Angelini
- Lavorare con lentezza - 2004, regia di Guido Chiesa
- Aiuto. Orde barbare al Pratello - 2007, regia di Cosimo Terlizzi (documentario)